# Boscos caducifolis humits de les Terres Altes de l'Est
Els boscos caducifolis humits de les Terres Altes de l'Est, o boscos caducifolis humits del Dècan Oriental, és una ecoregió de bosc caducifoli humit tropical de l'Índia centre-oriental. L'ecoregió abasta una superfície de 341.100 quilòmetres quadrats, estenent-se per parts d'estats d'Andhra Pradesh, Chhattisgarh, Jharkhand, Madhya Pradesh, Maharashtra, Odisha i Telangana.

## Ambientació
Els boscos caducifolis humits de les Terres Altes de l'Est s'estenen des de la costa de la badia de Bengala al nord d'Andhra Pradesh i al sud d'Orissa, a través de la porció nord de la serralada de Ghats de l'Est i de l'altiplà del nord-est del Dècan, fins a la serra oriental de Satpura i la vall superior del riu Narmada.

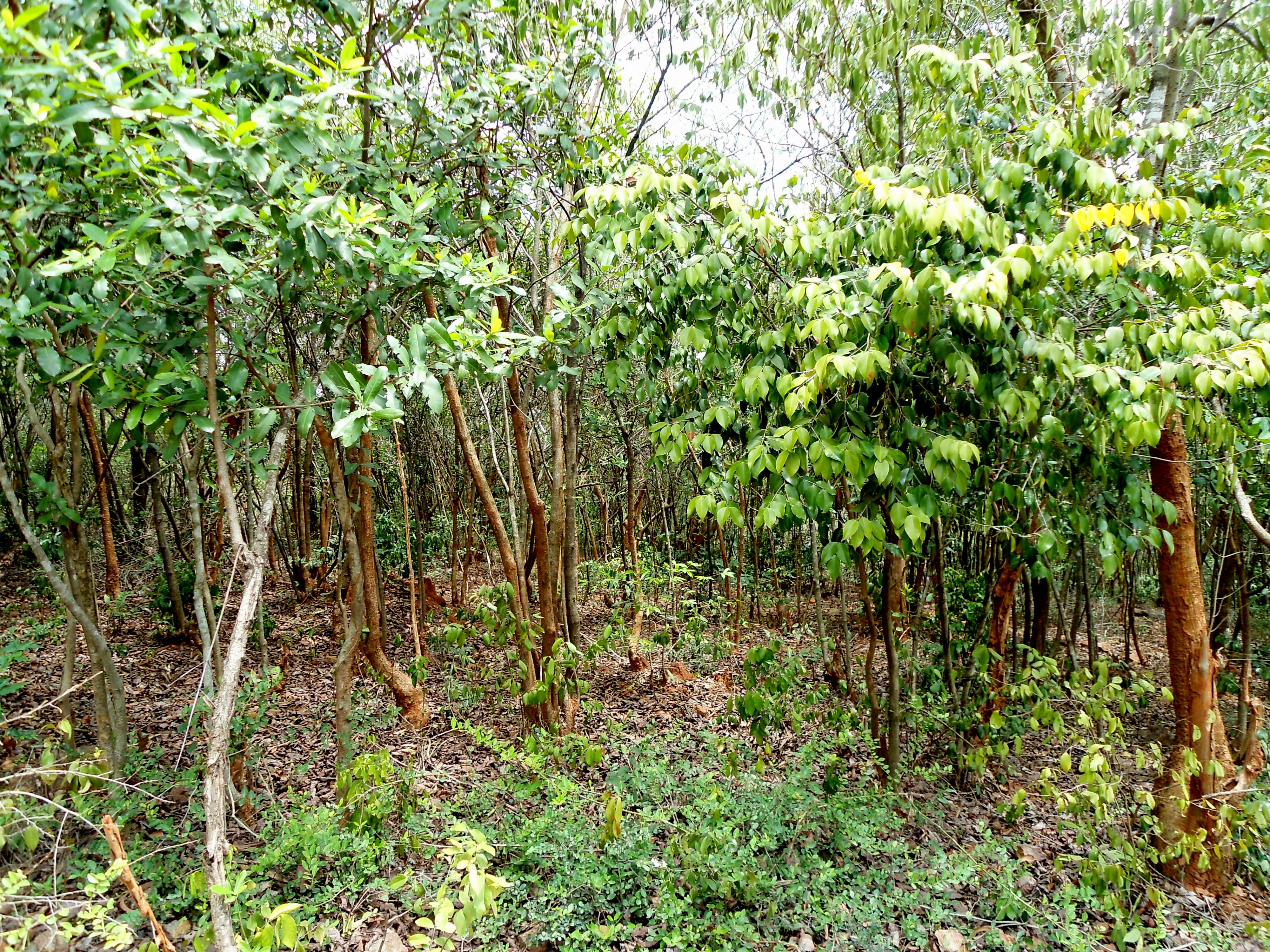
Bosc al Santuari biològic de Kambalakonda (Visakhapatnam)

Els boscos de l'ecoregió es mantenen pels vents monsons que porten la humitat de la badia de Bengala, que es troba al sud-est. L'ecoregió està delimitada al nord i a l'oest per ecoregions de boscos tropicals secs de fulla caduca, inclosos boscos secs decidus de l'Altiplà Dècan Central al sud-oest i l'oest, forests decidus secs de la Vall de Narmada al nord-oest, i boscos secs de Chhota-Nagpur al nord i nord-est. L'ecoregió de boscos caducifolis secs més septentrionals, que es troba a l'oest de la serra de Ghats de l'Est, està completament envoltada pels boscos humits de les Terres Altes de l'Orient, a l'ombra de pluja dels Ghats, que bloquegen parcialment els vents monsons carregats d'humitat de la Badia de Bengala. La humida ecoregió de boscos semi-perennes de l'Orissa es troba al nord-est a les terres baixes litorals d'Orissa.

## Flora
Els boscos de l'ecoregió són dominats per l'arbre Shorea robusta, en associació amb els gèneres Terminalia, Adina, Toona, Syzygium, Buchanania, Cleisanthus i Anogeissus, segons les variacions del sòl. La flora de l'ecoregió comparteix moltes espècies amb les ecoregions dels boscos humits dels Ghats occidentals i de l'Himàlaia oriental.
Dels Ghats occidentals s'inclouen plantes com l'arbre del pa (Artocarpus heterophyllus) i diverses lianes com ara Schefflera venulosa, Gnetum ula i Calamus rotang.
De l'Himàlaia Oriental s'inclou el peculiar arbre de la família Rutàcies, Zanthoxylum rhetsa i diversos arbusts, herbes i flors com Rubus ellipticus, Boehmeria macrophylla i Arisaema tortuosum entre d'altres.
En aquesta ecoregió es troben diverses espècies vegetals amenaçades a nivell mundial, incloses les dues plantes endèmiques Leucas mukerjiana i Phlebophyllum jeyporensis.

Galeria d'imatges de vegetació de l'ecoregió
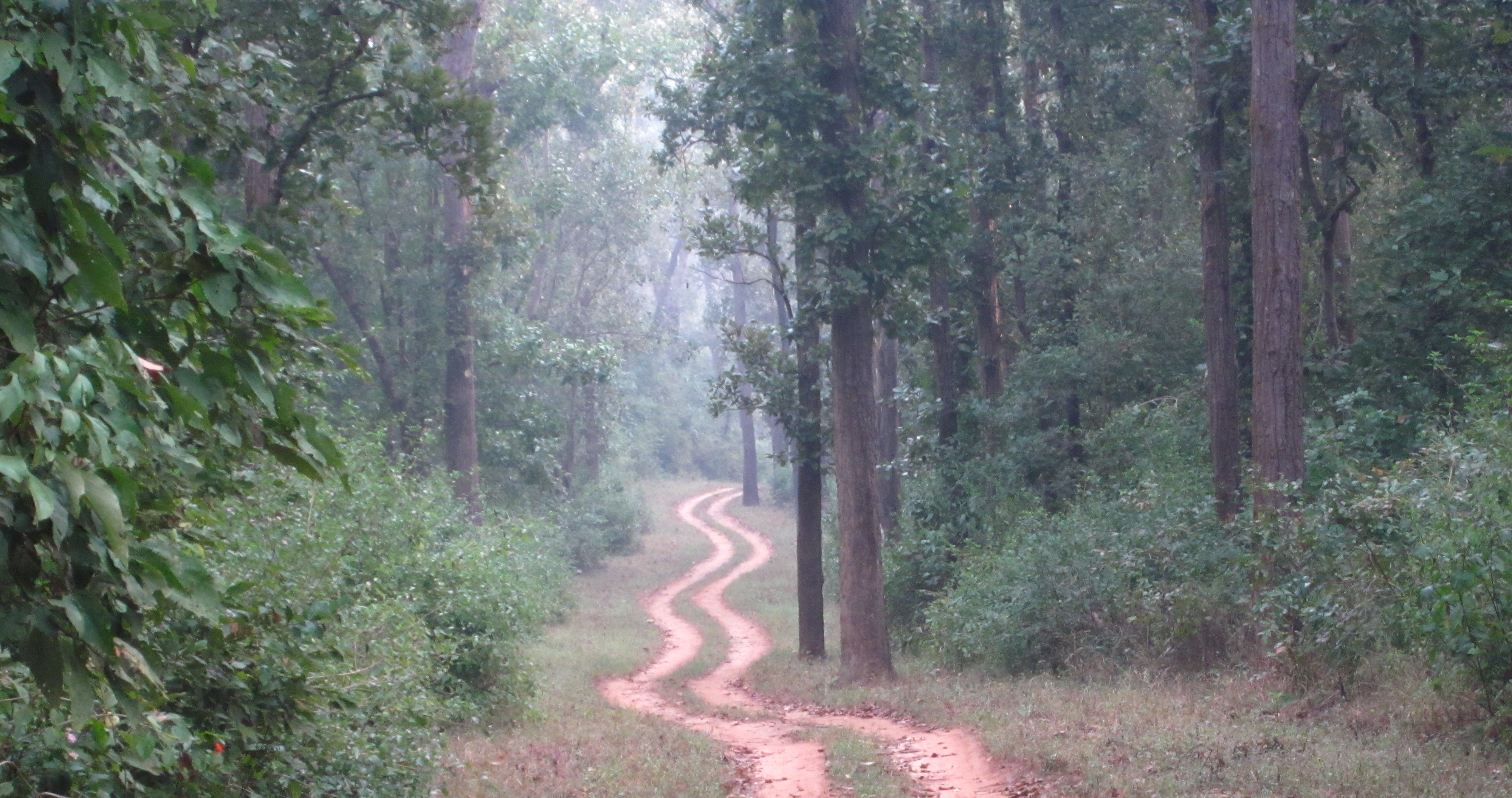
Interior d'una forest humida tropical.
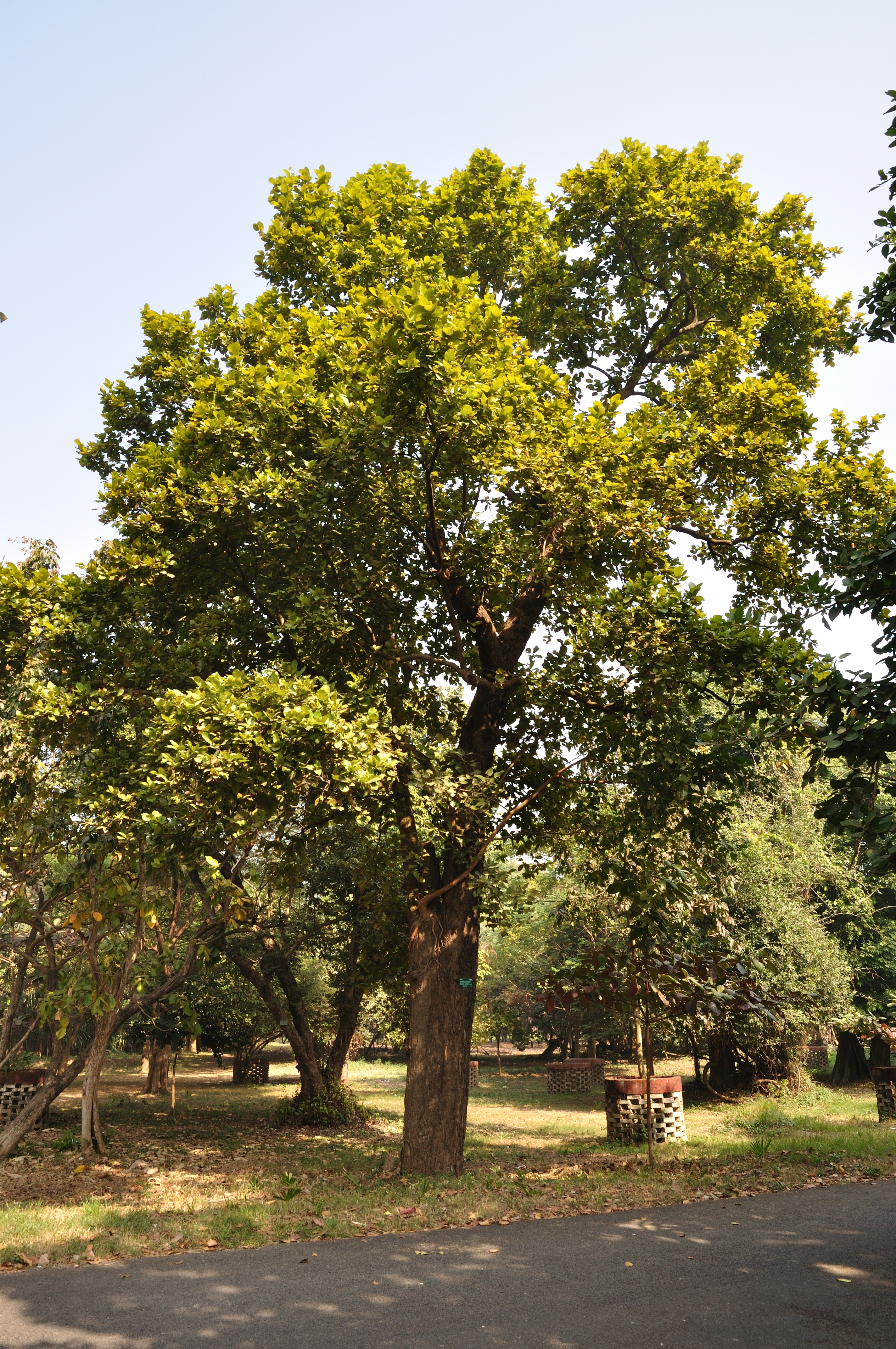
Els arbres de l'espècie Shorea robusta són comuns en aquests boscos
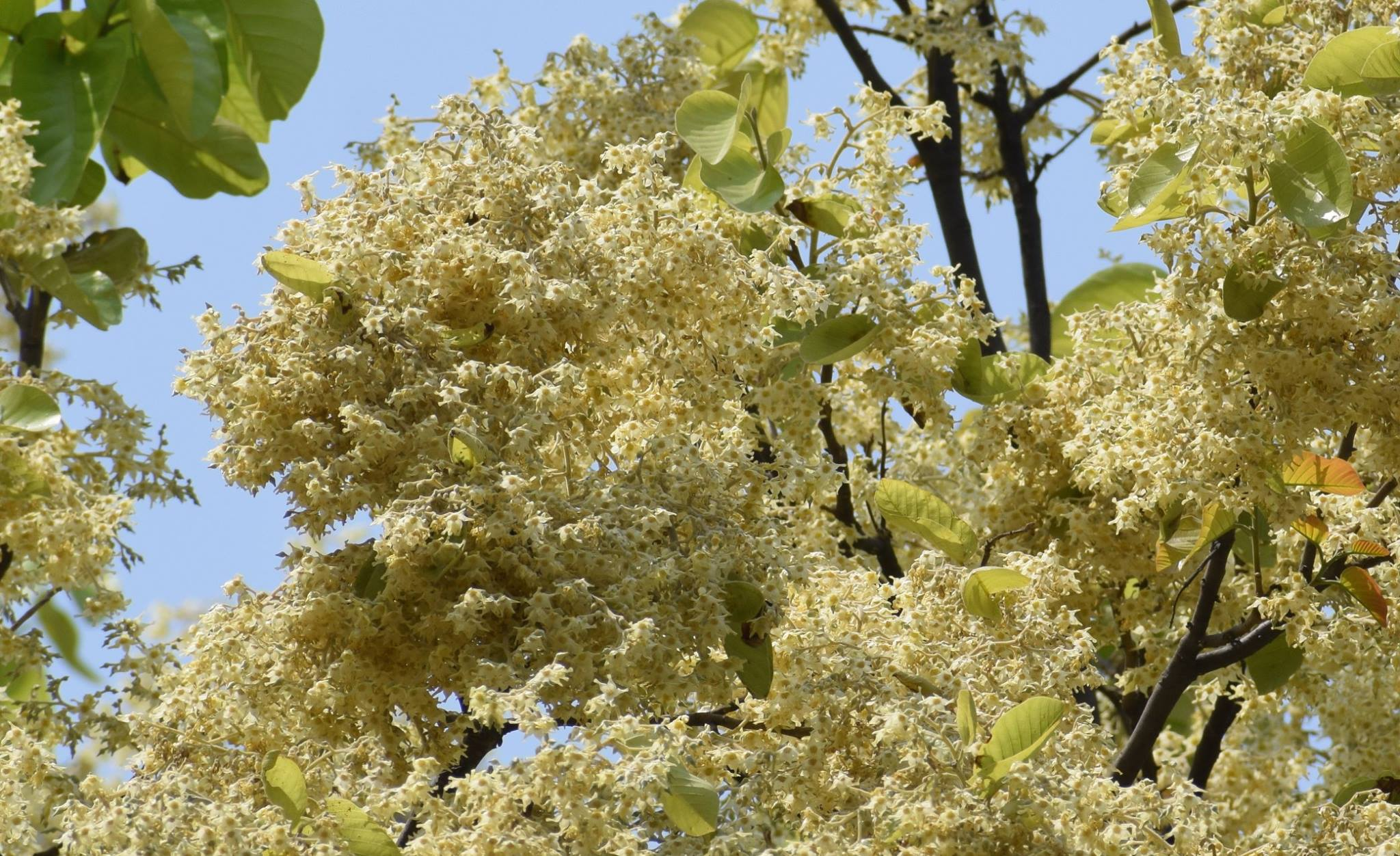
Característiques flors de Shorea robusta amb coloració groc-blanquinosa que coincideix amb la defoliació hivernal
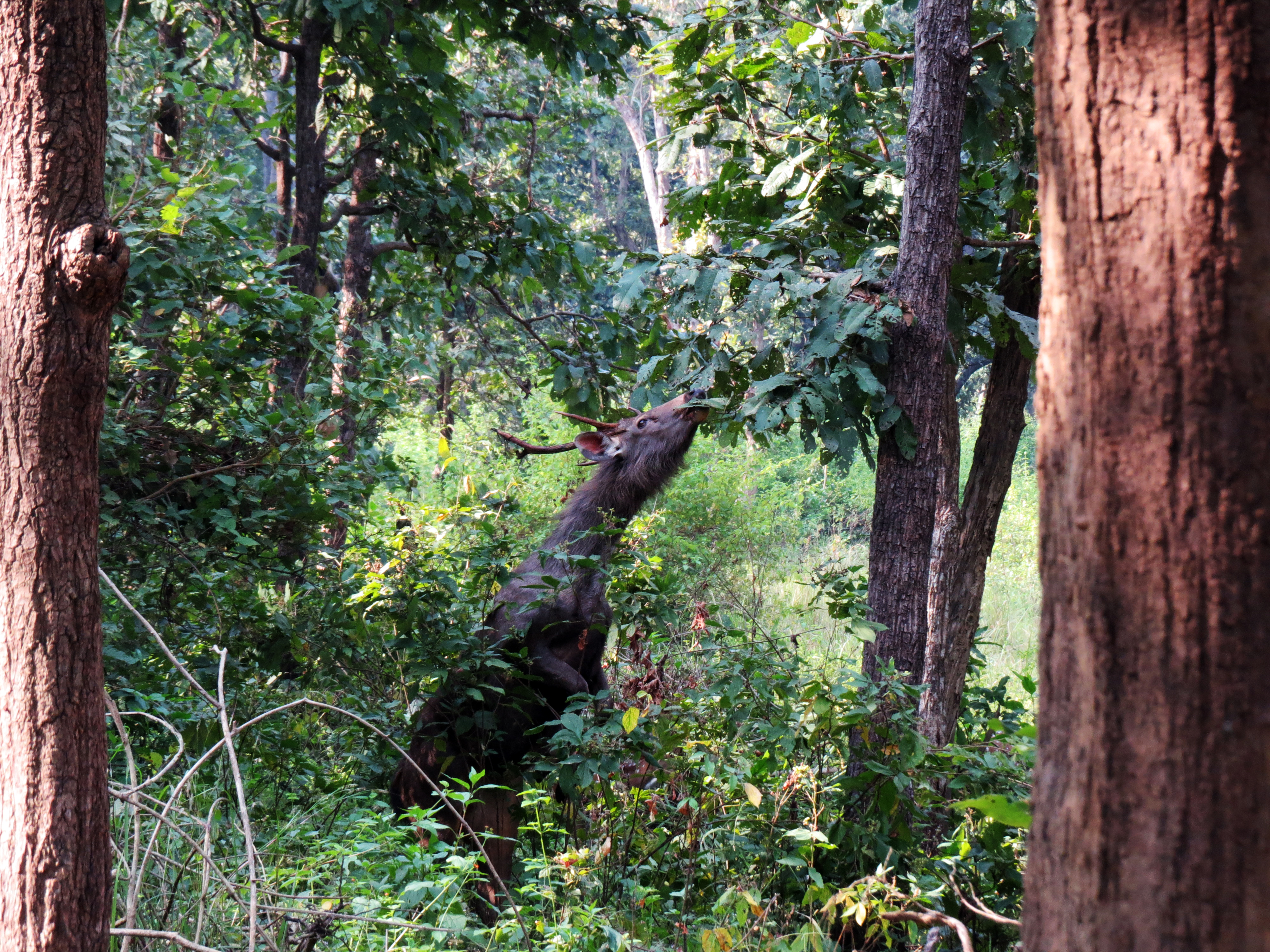
Espècies de Terminalia, i especialment de Terminalia tomentosa, també són comuns.
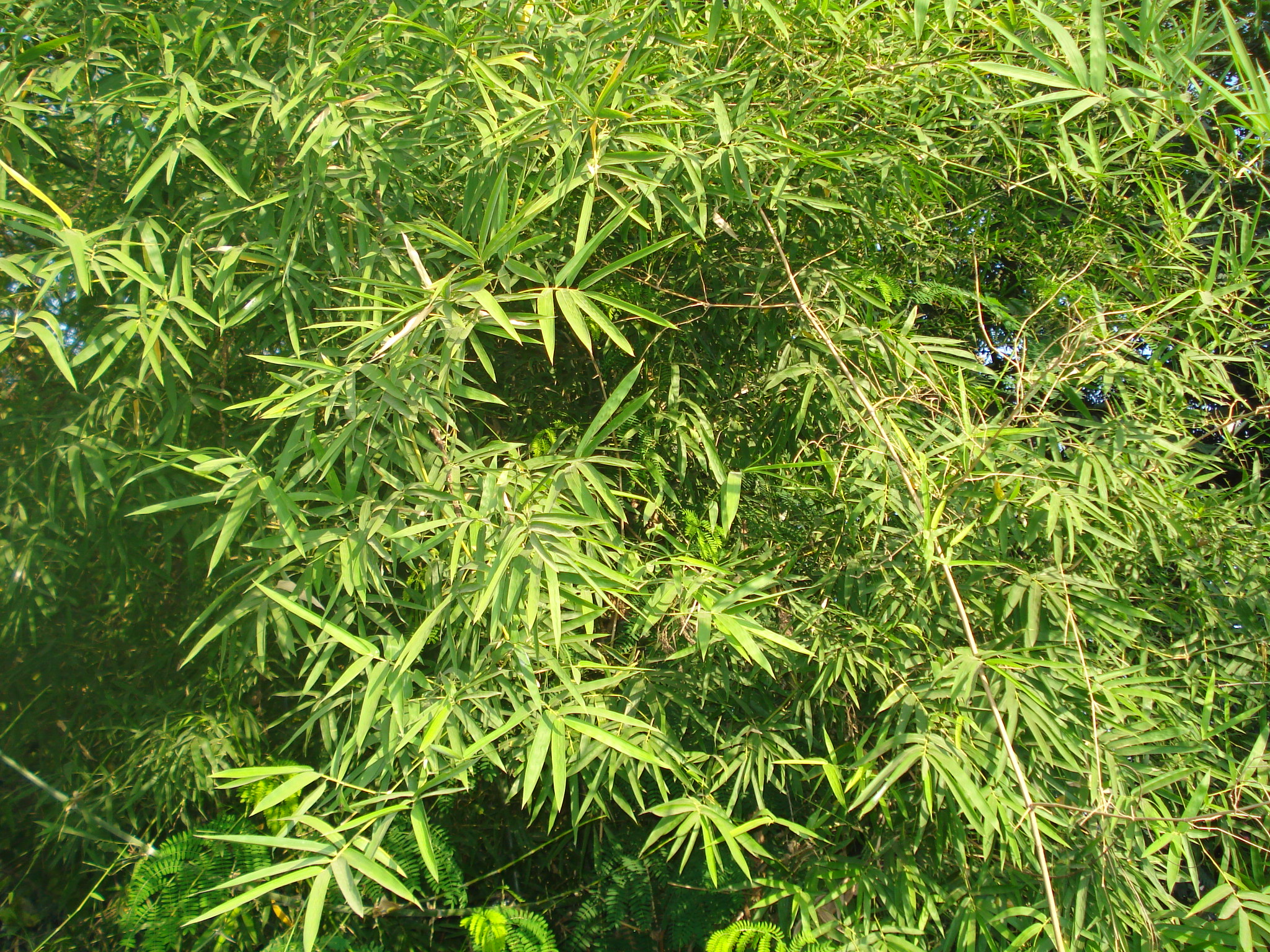
El bambú, Dendrocalamus strictus destaca especialment a moltes zones d'aquesta ecoregió.
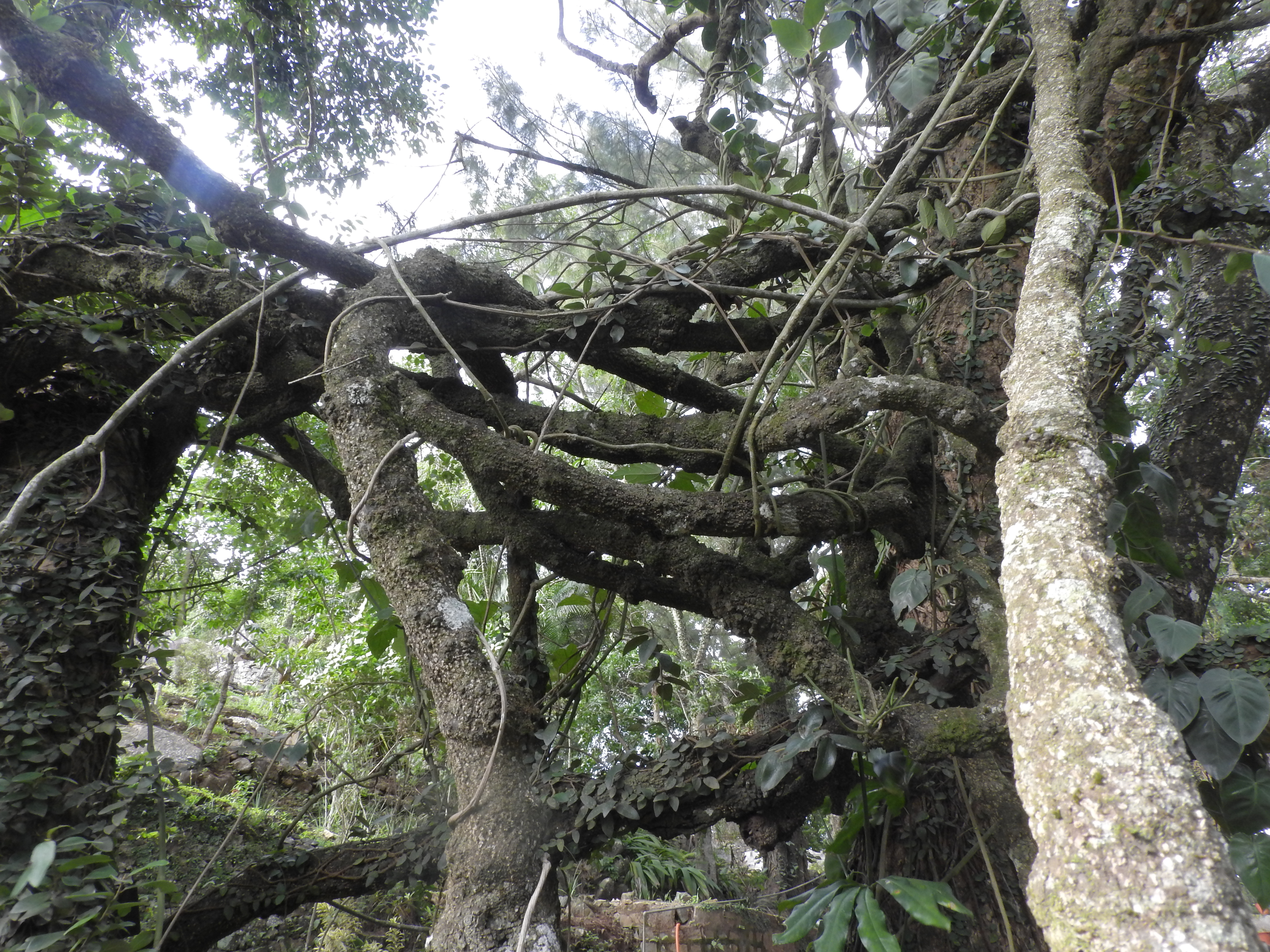
Espècies de planta són compartides amb els Ghats occidentals, moltes d'elles de tipus de liana.
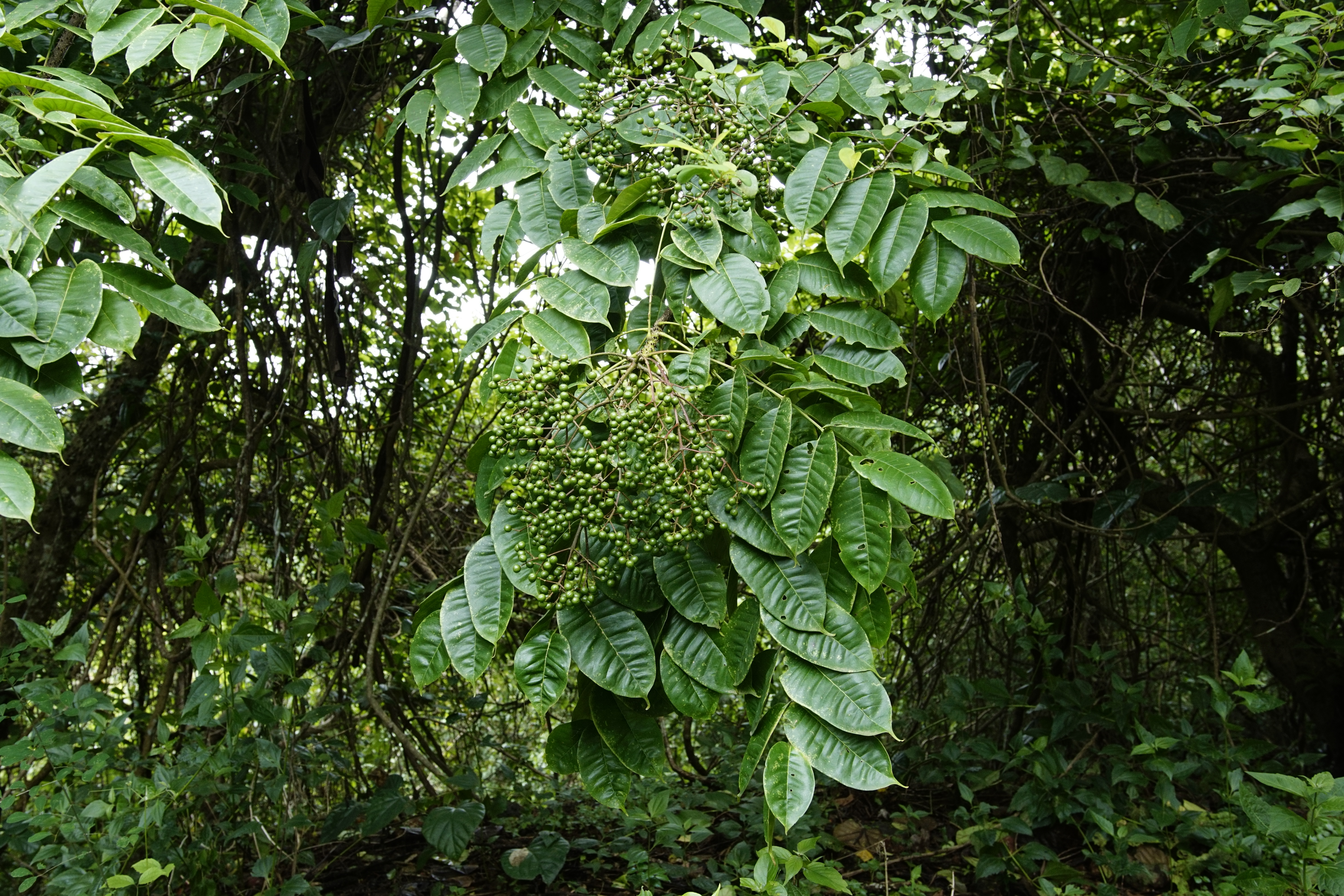
Les plantes en comú amb la forest de l'Himàlaia en són un ampli ventall d'espècies.

## Fauna
L'ecoregió encara alberga grans zones intactes de boscos tropicals de fulla caduca i, per tant, es considera un refugi important i refugi segur per a poblacions sanes de la majoria dels grans vertebrats originals associats a aquest hàbitat. Entre els mamífers, s'inclouen els depredadors tigre indoxinès, llops, cuó, ós morrut, i herbívors com ara gaur, antílop quadricorni, antílop negre i gasela de Bennett. Els elefants asiàtics que abans van viure aquí, s'han extirpat fa temps.
L'única espècie endèmica que es troba a l'ecoregió és el ratpenat nasofoliat de Khajuria.

## Conservació

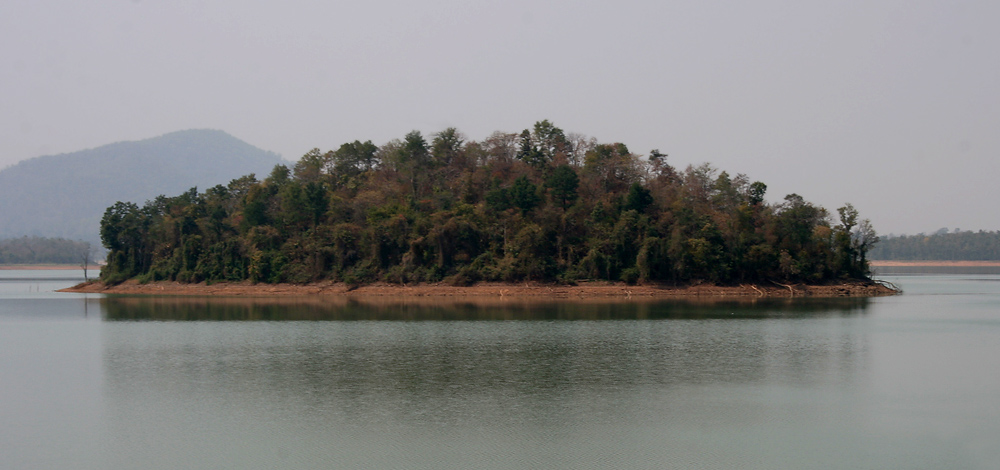
Una vista des de la presa de Kinnerasani al Santuari de vida salvatge de Kinnerasani, Andhra Pradesh, Índia.

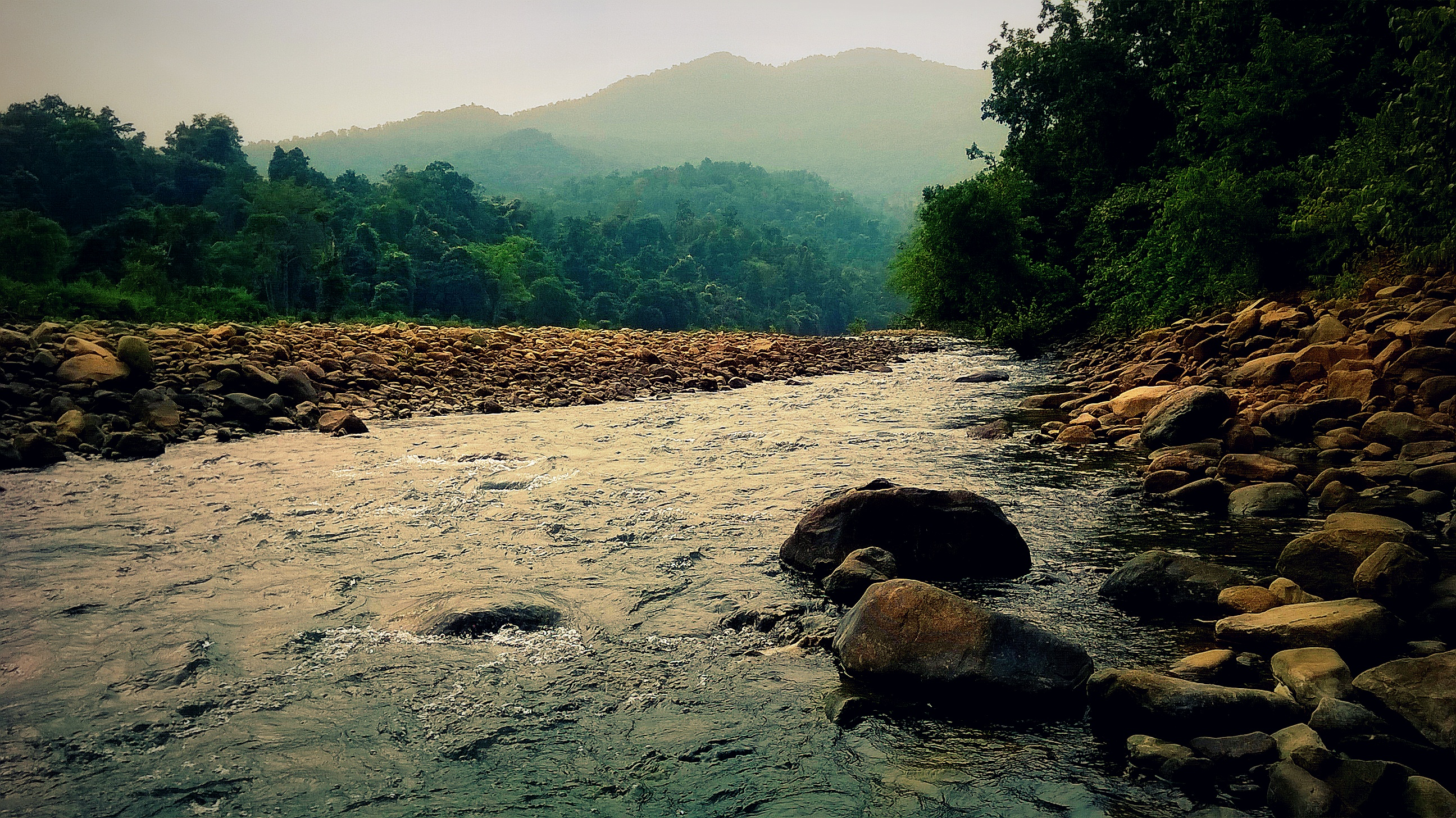
Riu Palpala a prop de Lulung

Resta aproximadament el 25% de l'hàbitat original, gran part en blocs de 5000 km² o més. 31 zones protegides, que totalitzen 13.540 km², conserven al voltant del 4% de l'hàbitat intacte de l'ecoregió. L'àrea protegida més gran de l'ecoregió és el parc nacional de Simlipal a l'estat d'Odisha.
- Santuari de Vida Salvatge d'Achanakmar, Chhattisgarh (550 km²)
- Santuari de Vida Salvatge de Badalkhol, Chhattisgarh (120 km²)
- Santuari de Vida Salvatge de Baisipalli, Odisha (170 km²)
- Santuari de Vida Salvatge de Balimela, Odisha (130 km²)
- Santuari de Vida Salvatge de Barnawapara, Chhattisgarh (240 km²)
- Santuari de Vida Salvatge de Bhairamgarh, Bijapur district, Chhattisgarh (160 km²)
- Santuari de Vida Salvatge de Bori, Hoshangabad district, Madhya Pradesh (460 km²)
- Santuari de Vida Salvatge d'Eturnagaram, Warangal district, Telangana (120 km²)
- Santuari de Vida Salvatge d'Hadgarh, Odisha (140 km²)
- Indravati National Park, districte de Bijapur, Chhattisgarh (1,150 km²)
- Santuari de Vida Salvatge de Kambalakonda, Visakhapatnam, Andhra Pradesh (70 km²)
- Parc Nacional de Kanha, districtes de Mandla i Balaghat, Madhya Pradesh (900 km²)
- Santuari de Vida Salvatge de Karlapat, Odisha (150 km²)
- Santuari de Vida Salvatge de Kawal, districte Adilabad, Telangana (1,080 km²)
- Santuari de Vida Salvatge de Kinnerasani, districte Khammam, Telangana (290 km²)
- Santuari de Vida Salvatge de Kolleru (480 km², compartits amb l'ecoregió de forests seques caducifòlies de l'Altiplà central de Dècan).
- Santuari de Vida Salvatge de Kondakameru, Odisha (400 km²)
- Santuari de Vida Salvatge de Kotgarh, Odisha (400 km²)
- Santuari de Vida Salvatge de Lakhari, districte de Ganjam, Odisha (180 km²)
- Santuari de Vida Salvatge de Lanjamadugu, districte Karimnagar, Telangana (80 km²)
- Santuari de Vida Salvatge de Mahuadaur, Jharkhand (60 km²)
- Santuari de Vida Salvatge de Pachmarhi, Madhya Pradesh (500 km²)
- Santuari de Vida Salvatge de Pakhal, districte Warangal, Telangana (120 km²)
- Santuari de Vida Salvatge de Pamed, Chhattisgarh (60 km²)
- Santuari de Vida Salvatge de Papikonda, districtes Godavari Est i Oest, Andhra Pradesh (530 km²)
- Santuari de Vida Salvatge de Phen, Mandla district, Madhya Pradesh (100 km²)
- Santuari de Vida Salvatge de Pranahita, Adilabad district, Telanagana (130 km²)
- Santuari de Vida Salvatge de Satkosia Gorge, Odisha (790 km²)
- Parc Nacional de Satpura, Madhya Pradesh (490 km²)
- Parc Nacional de Simlipal, districte Mayurbhanj, Odisha (2,550 km²))
- Santuari de Vida Salvatge de Sitanadi, Chhattisgarh (670 km²)
- Santuari de Vida Salvatge d'Udanti, Chhattisgarh (340 km²)